# Nathaniel Culverwel
Nathaniel Culverwel (ur. 1619 w Middlesex, zm. 1651, alternatywna pisownia Nathanael Culverwell) – angielski pisarz i teolog. Kształcił się w Emmanuel College. Główne dzieło: An Elegant and Learned Discourse of the Light of Nature (1646), wydane pośmiertnie.